# Pounamuella insula
Pounamuella insula är en spindelart som beskrevs av Forster och Norman I. Platnick 1985. Pounamuella insula ingår i släktet Pounamuella och familjen Orsolobidae. Inga underarter finns listade i Catalogue of Life.